# 1719 Jens
1719 Jens (tên chỉ định: 1950 DP) là một tiểu hành tinh vành đai chính có đường kính 19 km (12 dặm) với vận tốc quỹ đạo là 1583,2978264 ngày (4,33 năm). It rotates every 5.9 giờ.
Jens was được phát hiện ngày 17 tháng 2 năm 1950 bởi Karl Reinmuth ở Đài thiên văn Heidelberg-Königstuhl, ở Tây Đức.